# 川勝守
川勝 守（かわかつ まもる、1940年 - 2021年7月16日）は、日本の東洋史学者、九州大学・大正大学名誉教授。拝島大師本覚院山主でもあり、僧名は「川勝 賢亮」（かわかつ けんりょう）。

## 経歴
出生から修学期
1940年、東京で生まれた。東京大学文学部東洋史学科で学び、1964年に卒業。東京大学大学院人文科学研究科に進み、1972年に博士課程を満期退学。
東洋史研究者として
1973年に九州大学文学部講師となった。1980年、学位論文『明清時代、賦・役制度史の基礎的研究』にを東京大学に提出して文学博士の学位を取得。1987年、九州大学文学部教授となり、東洋史学講座を担当。1998年、九州大学を退官し、名誉教授となった。その後は大正大学文学部教授として教鞭を執った。2008年、学位論文『天台五重玄義の研究』を大正大学に提出して仏教学博士号を取得。また、放送大学客員教授もつとめた。2011年、大正大学を退職し、名誉教授となった。
宗門においては、拝島大師本覚院山主。2021年に死去。

## 研究内容・業績
専門は東洋史で、明清時代の社会経済史を専門とした。中国古代史や日本史、仏教史に関する著作も多い。

## 家族・親族
- 息子：川勝守生（1972-2006）は日本史学者。

## 著作
単著
- 『中国封建国家の支配構造：明清賦役制度史の研究』東京大学出版会 1980
- 『明清江南農業経済史研究』東京大学出版会 1992
- 『明清江南市鎮社会史研究：空間と社会形成の歴史学』汲古書院 1999
- 『日本近世と東アジア世界』吉川弘文館 2000
- 『聖徳太子と東アジア世界』吉川弘文館 2002
- 『中国城郭都市社会史研究』汲古書院 2004
- 『日本国家の形成と東アジア世界』吉川弘文館 2008
- 『明清貢納制と巨大都市連鎖：長江と大運河』汲古書院 2009
- 『チベット諸族の歴史と東アジア世界』刀水書房 2010
- 『日本歴史文化概論十五講』岩田書院 2011
- 『三角縁神獣鏡と東アジア世界』汲古書院 2012
- 『中国改革開放の歴史と日中学術交流』汲古書院 2013
- 『三角縁神獣鏡と東アジア世界 続』汲古書院 2015
- 『正倉院鏡と東アジア世界』汲古書院 2017
- 『武州拝島大師本覚院の歴史文化』岩田書院 2020

共著
- 『多宝塔と法華経思想』川勝賢亮編、東京堂出版 1984
- 『東アジアにおける生産と流通の歴史社会学的研究』川勝守編 中国書店 1993
- 『地域文化研究 2 東アジア歴史像の構成』浜口允子・川勝守・吉田光男著、放送大学 2002

記念論集
- 『東方学論集：川勝守・賢亮博士古稀記念』汲古書院 2013